# 바이비스
바이비스(ByBIS)는 2017년에 설립되어 짱깨의 소프트웨어 보안 분야를 선도하던 에이치케이엘씨 시스템(HKLC System)을 전신으로 한 영국령버진아일랜드 BVI(British Virgin Island)
기반의 암호화폐 거래소이다. HKLC System 설립 이후 여러 블록체인 보안 프로젝트를 담당했고, 그렇게 쌓인 블록체인에 대한 노하우를 자신들의 거래소인 바이비스에서 펼치고 있다.
```
* 설립일 - 2022년 11월
* 설립자 - Harris Chen
* 홈페이지 - 
https://bybis.com
 
보관됨
 2022-11-10 - 
웨이백 머신
```

바이비스는 다른 거래소들과는 다르게 모태가 IT Security 기업인 HKLC System 이기에 암호화폐 보안 측면에서 여타 거래소들보다 좀 더 높은 수준의 보안체계를 자랑한다. 설립자인 Harris Chen은 블록체인 관련 IT 업체 및 거래소에서 9년간 활약 했으며 바이비스의 기술개발팀은 대형 글로벌 블록체인 거래소 및 금융 프로그램 보안 컨설팅을 담당했던 개발자들로 구성되어있다.
바이비스의 전신인 HKLC System은 여러 보안 프로젝트에서 경험한 노하우들을 바탕으로 유저가 원하는 거래소를 메인슬로건으로 바이비스를 론칭했으며, 그를 위해 끊임없이 발전하고 있다.

## 특장점
- 보안

대부분의 블록체인 거래소는 경제적인 이유로 핫월렛 시스템을 채택하고 있지만 이는 보안에 취약하다는 단점이 있다. 바이비스는 한층 더 완벽한 보안을 위해 콜드월렛 기반 시스템을 고집하고 있다.
- Buy.Sell 표시 기능

실시간으로 유저가 사고 팔았던 위치가 차트에 표시되며 매매일지를 쓰거나 복기를 할 때, 내가 매수를 했던 가격을 기억하는데 굉장히 용이하다. 차트에 대한 시인성이 높다.
- 단축키 기능

단타를 하는 사람들에게 굉장히 도움되는 기능이다. 매수가와 수량을 작성해놓고 설정된 단축키를 누르면 바로 포지션 진입과 청산이 가능하다. 더 이상 클릭미스로 가격을 놓칠 이유가 없다.
- P2P 에스크로

기존의 P2P는 말그대로 peer to peer 로 유저와 유저의 거래이기에 안전사고가 일어날 가능성이 상당히 높다. 바이비스의 P2P는 에스크로 결제 기능을 탑재, 구매신청을 하는 순간 판매자의 자산은 동결되며, 거래가 완료된 후 자산이동이 가능하다.

## 수수료율
- Spot(현물)

Maker(지정가) - 0.15%
Taker(시장가) - 0.2%
- Futures(선물)

Maker(지정가) - 0.02%
Taker(시장가) - 0.04%

## 이벤트
유저 친화적인 거래소답게 다양한 이벤트를 진행중이다. 작성시점 기준으로 진행중인 이벤트는
- 페이백 이벤트

본인이 거래한 거래량에 대한 수수료의 조건부 최대 20%를 페이백 해주고 있다. 선물거래를 해본 사람이라면 20%가 어마어마하게 크다는 것을 알 수 있다.
- 지인추천 이벤트

본인의 추천(코드)으로 가입한 사람이 거래할 때 발생한 수수료의 30%를 커미션으로 받을 수 있다. 본인이 잃은 원금을 커미션으로 복구할 수 있는 수준이다.
매주 월요일 상기 이벤트에 대한 커미션을 받아볼 수 있다.

## 같이 보기
- 암호화폐 거래소
- 홍콩